# Heinz Lüdi
Heinz Lüdi (ur. 8 października 1958) – szwajcarski piłkarz grający na pozycji środkowego obrońcy. W swojej karierze rozegrał 42 mecze w reprezentacji Szwajcarii, w których strzelił 1 gola.

## Kariera piłkarska
Swoją karierę piłkarską Lüdi rozpoczął w klubie FC Grenchen. W 1976 roku awansował do pierwszego zespołu i w sezonie 1976/1977 zadebiutował w jego barwach w drugiej lidze szwajcarskiej. W 1985 roku odszedł do pierwszoligowego FC Zürich. W sezonie 1978//1979 wywalczył z klubem z Zurychu wicemistrzostwo Szwajcarii. Kolejny sukces osiągnął w sezonie 1980/1981, gdy został mistrzem kraju. W 1981 roku został wybrany Piłkarzem Roku w Szwajcarii. Z kolei w sezonie 1981/1982 zajął z FC Zürich 3. miejsce w lidze. W FC Zürich, w którym rozegrał 224 ligowe mecze i strzelił 17 goli, grał do końca sezonu 1987/1988.
W 1988 roku Lüdi odszedł do Neuchâtel Xamax. Grał w nim przez sezon. W 1989 roku odszedł do drugoligowego FC Baden. W 1991 roku zakończył w nim swoją sportową karierę.
| Sezon   | Klub            | Kraj       | Rozgrywki      | Mecze | Gole |
| ------- | --------------- | ---------- | -------------- | ----- | ---- |
| 1976/77 | FC Grenchen     | Szwajcaria | Nationalliga B | ?     | ?    |
| 1977/78 | FC Zürich       | Szwajcaria | Nationalliga A | 17    | 0    |
| 1978/79 | FC Zürich       | Szwajcaria | Nationalliga A | 31    | 1    |
| 1979/80 | FC Zürich       | Szwajcaria | Nationalliga A | 31    | 2    |
| 1980/81 | FC Zürich       | Szwajcaria | Nationalliga A | 24    | 2    |
| 1981/82 | FC Zürich       | Szwajcaria | Nationalliga A | 27    | 4    |
| 1982/83 | FC Zürich       | Szwajcaria | Nationalliga A | 18    | 1    |
| 1983/84 | FC Zürich       | Szwajcaria | Nationalliga A | 23    | 0    |
| 1984/85 | FC Zürich       | Szwajcaria | Nationalliga A | 16    | 0    |
| 1985/86 | FC Zürich       | Szwajcaria | Nationalliga A | 29    | 2    |
| 1986/87 | FC Zürich       | Szwajcaria | Nationalliga A | 25    | 5    |
| 1987/88 | FC Zürich       | Szwajcaria | Nationalliga A | 3     | 0    |
| 1988/89 | Neuchâtel Xamax | Szwajcaria | Nationalliga A | 31    | 0    |
| 1989/90 | FC Baden        | Szwajcaria | Nationalliga B | 19    | 1    |
| 1990/91 | FC Baden        | Szwajcaria | Nationalliga B | ?     | ?    |

## Kariera reprezentacyjna
W reprezentacji Szwajcarii Lüdi zadebiutował 5 maja 1979 w przegranym 0:2 meczu eliminacji do Euro 80 z Niemiecką Republiką Demokratyczną, rozegranym w Sankt Gallen. W swojej karierze grał też w eliminacjach do MŚ 1982, do Euro 84 i do MŚ 1986. Od 1979 do 1985 roku rozegrał w kadrze narodowej 42 mecze, w których strzelił 1 gola.